# Marcgravia hartii
Marcgravia hartii là một loài thực vật có hoa trong họ Marcgraviaceae. Loài này được Krug & Urb. mô tả khoa học đầu tiên năm 1899.